# První opiová válka
První opiová válka (označovaná také první anglicko-čínská válka) probíhala v letech 1839 až 1842 mezi Velkou Británií a čínskou mandžuskou dynastií Čching. Válka začala dne 25. srpna 1839 bitvou u Kau-lunu a byla ukončena mírovou smlouvou, uzavřenou u Nankingu 29. srpna 1842. Její příčinou byl spor o legalizaci obchodu s opiem v Číně, otevření čínských přístavů západním obchodníkům a navození rovných diplomatických styků mezi britskými zástupci, obchodníky a císařskou Čínou. Britové v ní potvrdili materiální i profesionální převahu v boji na souši i na moři a dosáhli rozhodného vítězství, které zúročili řadou velmi výhodných mírových smluv. Válka je často interpretována jako ukončení čínské obchodní i kulturní izolace a počátek moderní čínské historie. Její důsledky zásadním způsobem ovlivnily vztahy Číny k západním státům na několik desetiletí.

## Britský obchod s Čínou
První anglická loď doplula do Číny již v roce 1626 a do konce 18. století Britové prostřednictvím Východoindické společnosti, která měla na základě rozhodnutí britského parlamentu monopol na obchod s Čínou až do roku 1834, prakticky ovládli veškerý čínský zahraniční obchod.
Od roku 1757 byl čínský obchod s cizinci omezen císařským dekretem pouze na přístav Kanton, kam od roku 1715 pravidelně připlouvaly britské lodě. Ze strany čínské státní správy byl obchod fakticky velmi omezován. V roce 1702 byl z Pekingu jmenován jediný kantonský kupec, který měl realizovat veškeré transakce s cizinci a kantonské obchodní domy mohly do styku s cizinci přijít pouze jeho prostřednictvím, což vytvářelo značný prostor pro korupci.
V roce 1720 se skupina kantonských obchodníků sdružila do syndikátu nazývaného Kohong s cílem regulovat ceny vyváženého čaje (který byl hlavní komoditou) a hedvábí. Tento syndikát utvořil monopol, který zprostředkovával veškerý zahraniční obchod a byl značně vázán na úřad císařského celního komisaře v Kantonu. Na každou cizí loď, která do kantonského přístavu přijížděla, byl přidělen úředník jmenovaný Kohongem, který po celou dobu její přítomnosti dohlížel na zboží a jeho prodej.
Čína v této době razila oficiálně zahraniční politiku s cílem maximálně podpořit import a omezit export, avšak kantonští úředníci z Kohongu nedodržovali oficiálně stanovený celní tarif a mnohonásobně zvyšovali cla na příchozí i odchozí zboží a rozdíl si ponechávali jako úplatky.
Britští obchodníci tyto podmínky považovali za tíživé a nevýhodné, a proto se britská vláda snažila s Pekingem navázat diplomatické styky za účelem dosáhnout reciproční exteritoriality a otevření dalších přístavů pro zahraniční obchod. První britský vyslanec, který se setkal s císařem Čchien-lungem, byl lord Macartney, avšak jeho mise byla diplomaticky naprosto neúspěšná. Výrazně hospodářsky i technicky zaostalí Číňané považovali nadále Brity za „rudé barbary“ a chovali se k nim jako k obyvatelům sousedních podrobených vazalských států, a tak snad jediným úspěchem lorda Macartneyho bylo, že nebyl přinucen podrobit se před císařem potupnému rituálů kou-tou, při kterém musel vyslanec podřízené země na znamení pokory třikrát udeřit hlavou o zem ve čtyřech směrech. Úspěšná nebyla ani mise dalšího britského vyslance, lorda Amhersta, který do Číny dorazil v roce 1816 s cílem získat osobní záruky císaře, že dohlédne na potrestání zkorumpovaných kantonských úředníků.
Britský obchod navíc zatěžovala i skutečnost, že Angličané (ani jiní cizinci) nebyli schopni Číňanům za čaj a hedvábné látky nabídnout dostatečně lukrativní komoditu. Vlněné látky, tradiční britský vývozní artikl, se ukázaly v Číně prakticky neprodejné. Tento problém nevyřešil ani dovoz kožešin a tuleních kůží, neboť tuleni byli brzy na hlavních lovištích téměř vyhubeni a zdroj zisku tak byl rychle vyčerpán.

## Opium

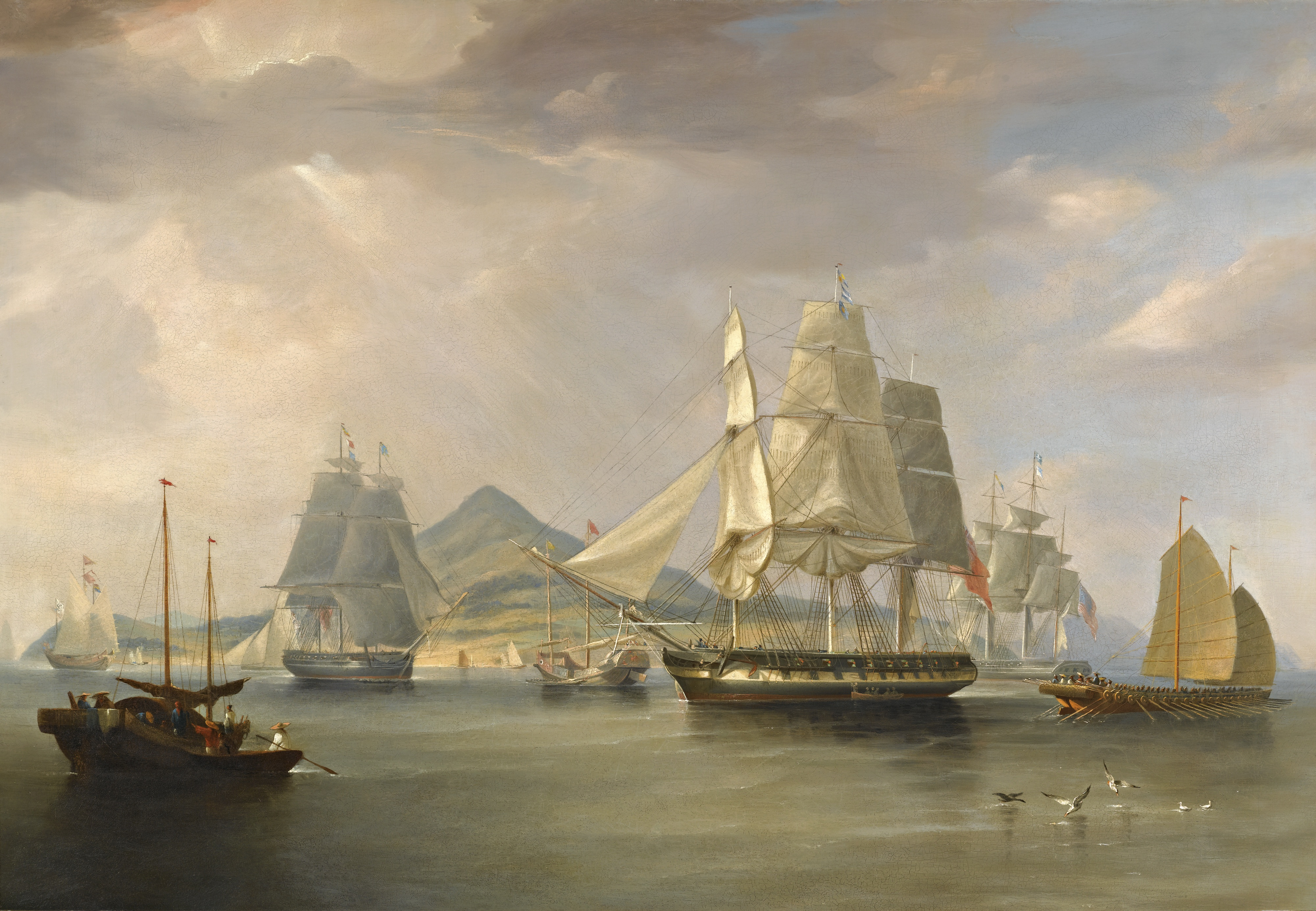
Lodě převážející opium u čínských břehů

Artiklem, který nakonec Britům pomohl vyrovnat obchodní bilanci, se stalo opium. Tato droga se v Číně stávala rychle velmi oblíbenou a rostl počet Číňanů, kteří trpěli závislostí na morfinu. V roce 1835 jich podle odhadů mohlo být již přes dva miliony. Pro Východoindickou společnost se obchod s opiem stal zdrojem vysokých zisků, protože monopolně ovládala produkci bílého máku (rostliny, ze které se droga vyrábí) v Bengálsku a v Biháru, a také proto, že opium byla jediná cizí komodita, za kterou byli Číňané ochotni platit v hotovosti. Na tom profitovala zejména britská firma Jardine, Matheson & Co., která se brzy stala hlavním importérem opia.
Naopak pro Číňany bylo opium opravdovou hospodářskou zhoubou. Silný odliv stříbrných mincí ze země způsobil prudký nárůst ceny stříbrného liangu vůči měděným mincím – wenům. Tím byla postižena zejména vrstva rolníků (zemědělství se věnovalo až 90 % čínské populace), kteří odváděli daně ve stříbrných mincích, za které museli platit stále větší množství mědi. Domácí pěstování makovic zase vedlo k dramatickému úbytku životně důležité orné půdy. Zemi tak záhy hrozil hospodářský rozvrat, kterému se Peking (zřejmě z obavy z rolnických nepokojů) rozhodl čelit. V roce 1799 vydal císař Ťia-Čching edikt, ve kterém zakázal pěstování máku v Číně i veškerý dovoz opia ze zahraničí. O to více však vzrostl ilegální obchod, pašováním opia se nadále živilo mnoho indických Pársů, Britů i Číňanů. Vznik černého trhu byl navíc spojen i se vzrůstající korupcí, neboť čínští úředníci (často závislí na opiu) byli za úplatek ochotni tolerovat porušování zákona.

## Protiopatření
Boj s korupcí a pašováním opia ze strany státních čínských úřadů se výrazněji zaktivoval až 30. prosince 1838, kdy byl do mimořádně zřízené funkce vysokého císařského komisaře jmenován neúplatný Lin Ce-sü, který již v boji s opiem slavil v předcházejících letech mnohé úspěchy. Do Kantonu přijel 10. března 1839 a okamžitě začal jednat. Především provedl rozsáhlou razii na čínské kuřáky opia a více než dva tisíce osob uvěznil. Nařídil také všem cizím obchodníkům vydat veškeré zásoby opia, přičemž další import měl být trestán smrtí. Takto Lin zabavil a na místě zničil 20 283 beden opia v celkové tržní hodnotě 2–3 miliony liber. Nechal také zatknout britského obchodníka Lancelota Denta, kterého se (podle některých historiků) chystal pro výstrahu popravit. Tomu však zabránil energický britský superintendent v Kantonu kapitán Charles Elliot, který pronikl čínskou blokádou a vzal Denta pod svou právní ochranu. Nehodlal totiž připustit, aby britští občané byli podrobováni čínské jurisdikci, kde stále hrálo velkou roli mučení a kde bujela všudypřítomná korupce. K tomu je ještě nutno připočíst skutečnost, že svědectví Číňana mělo před soudem mnohem větší váhu než svědectví západního „barbara“.
V květnu 1839 vydal Peking zcela nový a mnohem přísnější edikt, vztahující se na kuřáky a pašeráky opia. Cizí dovozci měli být potrestáni stětím a čínští překupníci uškrcením.

## Válka
12. července 1839 došlo k incidentu při kterém byl ve srážce s britskými námořníky zabit Lin Wej-si, čínský poddaný. Komisař Lin ce-sü požadoval na kapitánu Elliotovi vydání viníků, ale britský superintendent z již zmíněných důvodů toto odmítl. V reakci na to dal čínský komisař zastavit veškeré dodávky potravin pro Brity, kteří se stáhli z Kantonu do Macaa, portugalské enklávy, což vedlo k vyhrocení celé situace. Kapitán Elliot se 4. září rozhodl využít tří ozbrojených lodí, které měl k dispozici (kutr Luisa, pinasa Volage a škuner Pearl) a získat zásoby potravin a vody silou. Po krátkém střetnutí s archaickými čínskými válečnými džunkami britské lodě prorazily blokádu a ostřelováni pobřežními bateriemi se Britové zmocnili životně důležitého proviantu. Tento střet vstoupil do dějin jako bitva u Kau-lunu.
Zprávy o incidentu se donesly i do Londýna a britský parlament neprodleně rozhodl o vyslání expedičních vojenských sil, které se podařilo prosadit především díky obchodníkům zainteresovaným na čínském obchodu.
Komisař Lin ce-sü tušil, že brzy dojde k otevřenému vojenskému střetnutí a tak začal shromažďovat veškeré síly, které měl k dispozici. Z vesničanů z okolí Kantonu začal organizovat a vyzbrojovat milici a od ledna 1840 vybavil pevnosti v ústí Perlové řeky 200 moderními dovezenými děly. Pro své služby získal i jakéhosi Američana, jenž se ve slévárně ve Fo-šanu podílel na výrobě děl, která měla sloužit čínskému vojsku. Od americké firmy Delano zakoupil komisař Lin i první moderní loď, kterou nechal vyzbrojit 38 děly, dovezenými ze Singapuru. Poté dal Britům ultimátum: Buď se podrobí a budou obchodovat za jím stanovených podmínek, a nebo budou vyhoštěni z Číny. Vážnost svých slov potvrdil i přesunutím loďstva admirála Kuana, které čítalo 15 válečných džunek a 14 zápalných lodí, do ústí Perlové řeky.

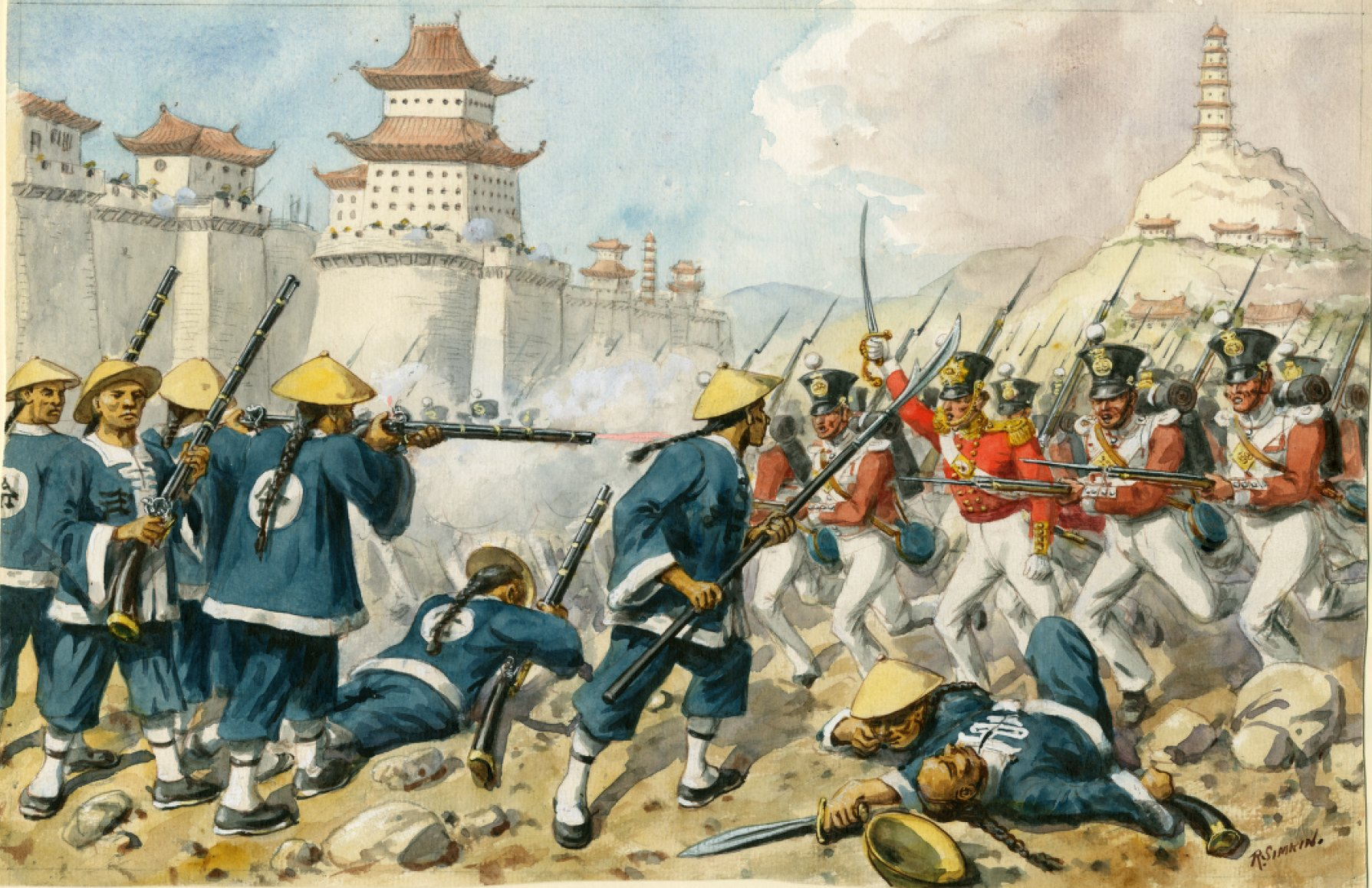
Bitva během opiových válek

Kapitán Elliot však neustoupil a podpořen zprávou, že britské intervenční síly se již blíží z Indie, svedl s Číňany bitvu u Čchuen-pi, která trvala necelou hodinu a potvrdila naprostou britskou převahu v taktice, výcviku a disciplíně. Tři čínské džunky byly potopeny, několik z nich bylo zničeno explozí skladiště střelného prachu a další byly vážně poškozeny.
Jako odpověď na tento střet dal komisař Lin zastavit obchod s Británií úplně a „navždy“, čehož využili především Američané, kteří vyexportovali většinu čaje, původně určeného Britům.
9. června 1840 dorazila ke Kantonu první ozbrojená loď Jejího Veličenstva, fregata Alligator a po ní následovala intervenční britská flotila v čele se třemi řadovými loděmi se 74 děly (Melville, Wellesley a Blenheim), následovanými dvěma fregatami I. třídy se 46 děly (Druid a Blonde), pěti fregatami s 28 děly a osmi korvetami a brigami. K těmto námořním silám se přidaly i 4 nové ozbrojené kolesové parníky v majetku Východoindické společnosti. Na palubách 28 transportních lodí bylo celkem 3600 vojáků. Velitelem této flotily byl ustanoven admiralitou kontradmirál George Elliot, bratranec Charlese Elliota. Pozemním expedičním silám velel generál sir Hugh Gough.
Britové dobyli nejprve ostrov Čou-šan nedaleko Šanghaje a 11. srpna 1840 zakotvili před pevnostmi v Ta-ku. V té době se k císaři dostal dopis s britskými požadavky, což vedlo k odvolání komisaře Lin ce-süa, který byl Pekingem obviněn z vyprovokování konfliktu. Číňané poté nabídli mírovou smlouvu, která se však Britům zdála neuspokojivá. Požadovali především větší válečnou náhradu a otevření více přístavů pro zahraniční obchod, a tak na jaře roku 1841 byly obnoveny válečné operace. V srpnu připlulo dalších 36 lodí a v zimě roku 1842 Britové ovládli Hongkong a zmocnili se i přístavu Ning-po. Ten se Číňané sice na jaře pokusili dobýt zpět, ale jejich útok naprosto ztroskotal. 19. června dobyli Britové i Šanghaj a v srpnu 1842 se objevili před branami Nankingu. Teprve tehdy císař přistoupil na další jednání, která vedla k ustanovení nových mírových smluv.

## Mír
29. srpna 1842 byl na palubě britské řadové lodi HMS Cornwallis uzavřen mír, který se pro Británii stal jedním z nejvýhodnějších v dějinách. Dosáhla v něm otevření pěti čínských přístavů (Kanton, Šanghaj, Amoy, Fu-čou a Ning-po), ve kterých směli působit britští konzulové. Byl zrušen monopol Kohong a Čína se zavázala zavést jednotný 5% celní tarif na všechno dovážené zboží. Britové získali exteritoriální soudní pravomoc a obdrželi čínský závazek splátky celkem 21 milionů liber jako válečné reparace. Číňané je také museli přestat považovat za barbary a slíbili, že s nimi budou jednat jako s rovnocennými partnery, a že se Britové nebudou muset podrobovat potupnému ceremoniálu kou-tou. Jediným cílem britské intervence, kterého nebylo dosaženo, se stala legalizace obchodu s opiem, kterou Číňané zásadně odmítli.

## Kulturní odkazy
O tomto konfliktu pojednává čínský historický film Opiová válka z roku 1997.